# Trochosa robusta
De Trochosa robusta (tên tiếng Anh: grote nachtwolfspin) là một loài nhện trong họ Lycosidae.
Loài này thuộc chi Trochosa. De grote nachtwolfspin được Eugène Simon miêu tả năm 1876.